# 大卫·费里尔

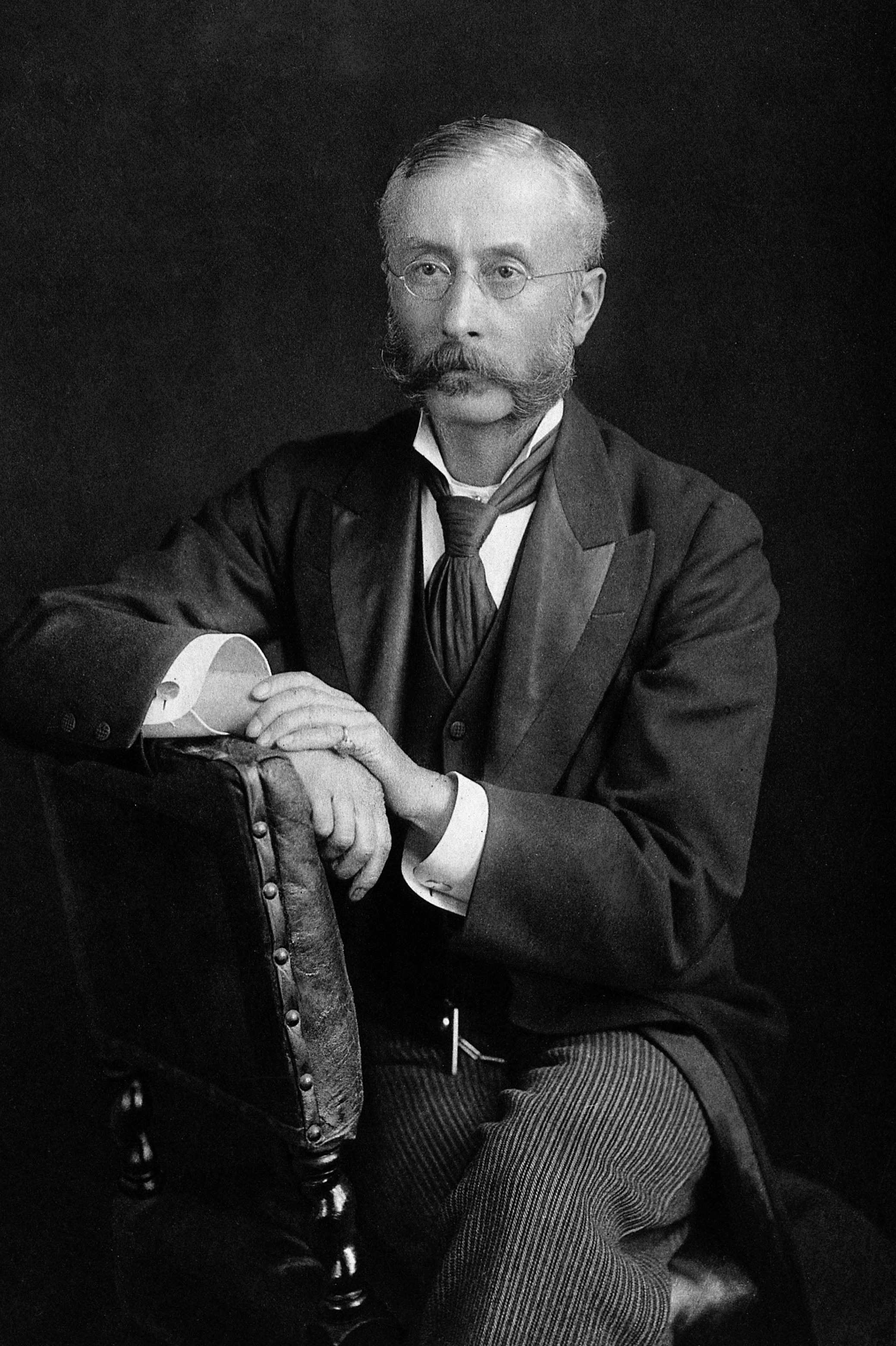

大卫·费里尔爵士，FRS，（英語：Sir David Ferrier，1843年1月13日—1928年3月19日），苏格兰神经病学家和心理学家。

## 贡献
费里尔的著作中有两部影响最大。第一部是在1876年出版的《大脑的功能》一书，该书详述了费里尔的一些成名实验，这些实验后来成为神经科学领域的经典实验。1886年，费里尔又将该书再版，对该书的内容进行了大幅的扩充并对当时该领域的研究进行了深入的综述。第二本书--《大脑疾病的定位》于1878年出版，内容是大脑不同的功能分区在内科中的应用。1878年，费里尔同他的朋友约翰·休林·杰克逊和Crichton-Browne一起创办了期刊《大脑》（Brain）。该期刊为神经内科方面的实验提供了一个交流平台，直到今天，《大脑》期刊还在出版。